# Envoi
Envoi (französisch „Geleit“) ist in der mittelalterlichen Lieddichtung eine Schluss- und Widmungsstrophe, bei den provenzalischen Trobadors, insbesondere in der Gattung der Canso, auch Tornada (okzitanisch „Rückkehr“) genannt. In der französischen Lyrik des Spätmittelalters ist der Envoi ein Teil des Chant royal und der wieder aufblühenden Ballade, in die diese Strophe aus dem Chant royal übernommen wurde.
Der Envoi enthält gewöhnlich an erster Stelle eine Apostrophe an die Person, der das Lied gewidmet ist, und erklärende oder kommentierende Bemerkungen wie einen moralischen Leitsatz. Der Empfänger der Ballade wird vielfach als prince angesprochen, womit er als Vorsitzende eines Puy bezeichnet wird. Dabei handelt es sich um literarisch-musikalische Kulturgesellschaften insbesondere in nordfranzösischen Städten.
Als Beispiel für einen Envoi kann der Schluss der bekannten Ballade La Ballade des Dames du temps jadis des französischen Dichters François Villon dienen, die mit folgenden Versen schließt:
Prince, n'enquerrez de semaine
Où elles sont, ni de cet an,
Que ce refrain ne vous remaine :
Mais où sont les neiges d'antan ?
Der Verfasser spricht den Prince am Beginn der Strophe an und fordert ihn dann in einer das Gedicht kommentierenden Bemerkung auf, sich keine Gedanken darüber zu machen, wo die in den ersten drei Strophen besungenen Dames du temps jadis verblieben seien.